# نمس أصفر
النمس الأصفر (الاسم العلمي: Cynictis penicillata) حيوان ثديي صغير من فصيلة السموريات يزن في المعدل 1 رطل (0.45 كيلوغرم) وطوله 20 بوصة (50.8 سنتيمتر). يعيش في المراعي والأحراش شبه الصحراوية في أنغولا وبوتسوانا وجنوب أفريقيا وناميبيا وزيمبابوي وزامبيا.

## اقرأ كذلك
- نمس سيلوس
- نمس مصري
- نمس ميلر